# Черна чапла
Черна чапла (Egretta ardesiaca) е вид птица от семейство Чаплови (Ardeidae).

## Разпространение и местообитание
Разпространен е в Ангола, Бенин, Ботсвана, Бурунди, Гамбия, Гана, Гвинея, Гвинея-Бисау, Етиопия, Замбия, Зимбабве, Камерун, Кения, Демократична република Конго, Кот д'Ивоар, Либерия, Мавритания, Мадагаскар, Малави, Мали, Мозамбик, Намибия, Нигер, Нигерия, Сенегал, Сиера Леоне, Сомалия, Судан, Танзания, Того, Уганда, Чад, Южен Судан и Южна Африка.